# Bunmei-kaika
Bunmei-kaika (文明開化) désigne le mouvement d’occidentalisation du Japon au début de l’ère Meiji. Il s'agit notamment d'un slogan lancé par le ministère de l’Éducation, créé en 1871. L'expression signifie « ouverture à la civilisation ». Les auteurs qui ont soutenu cette démarche, comme Fukuzawa Yukichi, ont insisté sur la nécessité de rompre avec les modes de pensée féodaux et confucianistes pour s'inspirer des idées politiques, économiques et juridiques en vigueur dans l'Occident de l'époque. Le but était de créer un pays moderne en mesure de maintenir son indépendance face aux grandes nations coloniales.